# دارفور تموت

شاشة عنوان اللعبة

دارفور تموت هي لعبة متصفح تعتمد على فلاش حول الأزمة في دارفور، غرب السودان. فازت اللعبة في مسابقة الناشطين الرقميين في دارفور برعاية أم تي في يو. صدرت اللعبة في أبريل 2006، لعب أكثر من 800,000 شخص بحلول سبتمبر من ذلك العام. تصنف على أنها لعبة خطيرة، على وجه التحديد لعبة أخبار.

## التطوير والإصدار
قادت سوزانا رويز تصميم اللعبة كجزء من ألعاب TAKE ACTION. عندما كانت طالبة  في برنامج الوسائط التفاعلية في مدرسة الفنون السينمائية بجامعة جنوب كاليفورنيا، وقد ألهمت أن تصنع لعبة بعد أن أخبرها إبن أخيها عن درس في الفصل عن المحرقة لم يذكر أي إبادة جماعية حديثة.إقترحت في البداية لعبة حول محاكمات الغاكاكا بعد الإبادة الجماعية في رواندا، والتي انتقدت من قبل زملائها الذين شعروا أن اللعبة كانت شكلاً غير مناسب للتعامل مع موضوع خطير. كانت تحضر مؤتمر الألعاب من أجل التغيير في مدينة نيويورك في أكتوبر 2005، حيث أعلنت أم تي في يو أنها، بالشراكة مع مؤسسة ريبوك لحقوق الإنسان ومجموعة الأزمات الدولية غير الهادفة للربح، كانوا يطلقون مسابقة الناشط الرقمي في دارفور من أجل لعبة التي ستكون أيضًا أداة للدفاع عن الوضع في صراع دارفور. بالنظر إلى أن أم تي في يو كانت تعرض التمويل والموارد الأخرى، قررت رويز تغيير فكرتها الأصلية.
شكل رويز فريق تصميم وأمضى شهرين في إنشاء مستند تصميم لعبة ونموذج أولي. قضى الفريق جزءًا كبيرًا من مرحلة التصميم في التحدث إلى عمال الإغاثة الإنسانية من ذوي الخبرة في دارفور والعصف الذهني حول كيفية إنشاء لعبة ممتعة للعب وأداة للتأييد. ذكر رويز أن تصميم اللعبة تأثر بتصميم لعبة قوة الغذاء (Food Force)، وهي لعبة عام 2005 التي نشرها برنامج الغذاء العالمي التابع للأمم المتحدة. تم طرح النسخة التجريبية لفريق رويز للمراجعة من قبل الجمهور، إلى جانب المتأهلين للتصفيات النهائية الأخرى، وتم اختيارها كفائزة. ثم تلقى الفريق التمويل لإكمال المباراة. تم جلب شركة أنترفويل لتطوير الويب والتطبيقات لاستكمال تصميم وبرمجة اللعبة. تم إصدار اللعبة رسميًا في تجمع تحالف إنقاذ دارفور في 30 مارس 2006 وكان أول لاعب رسمي هو المتزلج الأمريكي السريع جوي تشيك.

## اللعب
تبدأ اللعبة مع لاعب أختيار عضو من عائلة دارفور الذين نزحو بسبب النزاع. يبدأ أول وضعين للعبة مع اللاعب الذي يتحكم في فرد العائلة، في وضع المتابعة، من المخيم إلى البئر والعودة، بينما يتهرب من دوريات ميليشيا الجنجويد. في حالة القبض عليه، يتم إبلاغ اللاعب بما حدث لشخصيته المختارة ويطلب منه اختيار فرد آخر من العائلة وإعادة المحاولة. إذا تم نقل المياه بنجاح إلى المخيم، فإن اللعبة تتحول إلى الوضع الثاني - منظر إداري من أعلى لأسفل للمخيم، حيث يجب على الشخصية استخدام المياه للمحاصيل وبناء الأكواخ. عندما ينفد الماء، يجب على اللاعب العودة إلى مستوى جلب الماء للتقدم. الهدف هو إبقاء المخيم يعمل لمدة سبعة أيام.
في حين أن معظم التغطية الإعلامية للعبة ركزت على جانب الدعوة بدلاً من أسلوب اللعب، فقد علقت إحدى المراجعات على أنه من غير الواضح في البداية في وضع الإدارة كيفية القيام بزراعة الطعام والمهام الأخرى.

## استقبال
تم الإبلاغ عن اللعبة من قبل مصادر إعلامية سائدة مثل واشنطن بوست و مجلة تايم و بي بي سي نيوز والإذاعة الوطنية العامة. في مقابلة في أوائل سبتمبر 2006، ذكر رويز أنه من الصعب تحديد نجاح لعبة ذات هدف اجتماعي، لكنه ذكر أن أكثر من 800,000 شخص لعبوا 1.7 مليون مرة منذ إطلاقها، منها عشرات الآلاف قدموا اللعبة للأصدقاء أو بعث برسالة إلى ممثل منتخب. اعتبارًا من أبريل 2007، تم لعب اللعبة أكثر من 2.4 مليون مرة من قبل أكثر من 1.2 مليون شخص حول العالم. لاحظ النقاد أنه على الرغم من عدد اللاعبين، فإن الأزمة الفعلية لم تتأثر، وكانت النتيجة الوحيدة للعبة هي الدعاية لمنشئي اللعبة.
كانت اللعبة محور النقاش حول طبيعتها وتأثيرها. اختلف الأكاديميون الذين قابلتهم هيئة الإذاعة البريطانية (بي بي سي) حول اللعبة بين أولئك الذين يقولون إن أي شيء قد يثير جدلاً بشأن دارفور والقضايا المحيطة بها هو مكسب واضح للمدافعين، إلى أولئك الذين اعتقدوا أن اللعبة تبالغ في تبسيط الموقف المعقد وبالتالي فشلت في معالجة الواقع الفعلي قضايا الصراع. تم انتقاد اللعبة أيضًا لرعاية أم تي في يو، مما أثار احتمال أن اللعبة قد تبدو كأداة تسويقية للشركة.

## روابط خارجية
- دارفور هي موقع رسمي يحتضر
- خوسيه أنطونيو فارغاس، «في» دارفور تموت، «اللعبة هي كل شيء ما عدا» ، واشنطن بوست ، 1 مايو 2006
- ميشيل نوريس، «لعبة على الإنترنت أقران في الحياة في مخيم اللاجئين في دارفور» (يحتوي على رابط إلى صوت)، الإذاعة الوطنية العامة، 5 مايو 2006
- خطاب سوزانا رويز في واشنطن العاصمة (بث فيديو)، بث 3 دقيقة بث فيديو استضافته Google Video ، 24 مايو 2006
- خطاب سوزانا رويز في واشنطن العاصمة.
- جاك فيرويذر، «ألعاب الكمبيوتر» الأخلاقية «تتحدث عن كلاسيكيات التصوير» ، الديلي تلغراف ، 29 يونيو 2006